# 梁如浩
梁 如浩（りょう じょこう）は、清末民初の政治家。北京政府の要人。字は孟亭、夢亭。

## 事績
1874年（同治12年）、アメリカに留学して同地で学歴を重ねる。1881年（光緒7年）に帰国した。1883年（光緒9年）、朝鮮に赴き、税関の設置に従事する。1885年（光緒11年）に袁世凱が駐朝鮮通商事宜大臣として着任し、梁如浩はその幕僚となった。1894年（光緒20年）、袁に随従して帰国し、関内鉄路運輸処処長に任じられる。さらに北寧鉄路総弁に昇格した。
1905年（光緒31年）、駐荷蘭（オランダ）欽差大臣に就任した陸徴祥に随従してオランダに赴任する。帰国後は鉄道整備事業に従事した。1908年（光緒34年）、外務部右丞となる。1911年（宣統3年）11月、袁世凱内閣において郵伝部副大臣となったが、広東省で胡漢民が軍政府を樹立して独立すると、梁はその交通部部長を務めた。
1912年（民国元年）9月、北京政府の陸徴祥内閣において外交総長に就任する。10月には国民党に加入した。しかし、趙秉鈞内閣に移行した後の同年11月、わずか2か月で外交総長を辞任した。後に、ワシントン会議で中国代表団の高等顧問をつとめる。1924年（民国13年）に政界から引退し、以後は慈善事業に取り組んだ。
1941年（民国30年）10月14日、天津にて死去。享年79。

## 注
1. ↑  徐友春主編『民国人物大辞典 増訂版』1721頁による。Who's Who in China 3rd ed., p.500は1860年とする。